# Home (Kian Egan)
Home è il primo album in studio da solista del cantante irlandese Kian Egan (ex Westlife), pubblicato nel marzo 2014.
Si tratta di un album di cover.

## Tracce
1. Home – 3:45 – Daughtry
2. What Hurts the Most – 3:29 – Mark Wills
3. The Reason – 3:56 – Hoobastank
4. Not a Day Goes By – 4:03 – Lonestar
5. I Run to You (con Jodi Albert) – 3:46 – Lady Antebellum
6. I'll Be – 4:00 – Edwin McCain
7. I'm Ready – 4:24 – Bryan Adams
8. Waiting for Superman – 4:17 – Daughtry
9. Here Without You – 3:55 – 3 Doors Down
10. Wanted – 3:48 – Hunter Hayes

## Classifiche
| Classifica (2014) | Posizione raggiunta |
| ----------------- | ------------------- |
| Regno Unito       | 9                   |